# Wukan
Wukan (Chino :乌坎) es un pueblo pesquero costero en el subdistrito de Donghai (Chino: 东海街道), en la ciudad de Lufeng, Guangdong.  Tiene una población de aproximadamente 13.000 habitantes y se encuentra aproximadamente a 120 km (75 millas) al este de Hong Kong, cerca de la costa del Mar de China Meridional.
Wukan se hizo internacionalmente conocido como el sitio de las protestas de Wukan de 2011 que resultaron en el derrocamiento del gobernante Partido Comunista del gobierno local de China por acusaciones de corrupción, el nombramiento de líderes de aldea para cargos dentro del Partido Comunista y la celebración de cargos democráticos elecciones para elegir al nuevo jefe de aldea y al consejo de aldea.